# Myotis punicus
Myotis punicus és una espècie de ratpenat de la família dels vespertiliònids. Viu a Algèria, França, Itàlia, Líbia, Malta, el Marroc i Tunísia. El seu hàbitat natural són els boscos temperats, els matollars temperats, els matollars secs tropicals o subtropicals, els matollars mediterranis i els herbassars temperats. Està amenaçat per la pertorbació humana del seu hàbitat.